# Le Fau (Thiers)
Le Fau est un quartier résidentiel situé dans la commune de Thiers, dans la région Auvergne-Rhône-Alpes en France.
Cette partie de la ville est connue pour abriter le centre hospitalier de Thiers ainsi que le château de la Chassaigne. Il est essentiellement composé de nouvelles bâtisses, de lotissements et de deux centres-bourgs datant du XIXe siècle.

## Composition

### Centre hospitalier de Thiers
Aux abords du quartier se trouve le centre hospitalier de Thiers. Plus proche encore du village, sa maison de longs séjours et la psychiatrie sont depuis 2015 collées au quartier. L'édification de ce site a permis au quartier d'attirer de nouveaux riverains voulant loger proche d'un hôpital.

### L'école
Bien que Le Fau soit un quartier éloigné de la ville de Thiers, il possède une école maternelle et primaire à son nom: l'école du Fau. L'école accueille environ 130 élèves de la maternelle à la primaire. Elle est située au nord du village le long de l'autoroute A89 et de la D44, reliant le quartier à la ville.

### Commerces et emplois
Dans le centre-bourg du village se situent plusieurs commerces comme le bar du Fau, la scierie, le rénovateur de façades, Via phénix (transporteur en bus), l'usine de coutellerie les forges Pinay.
Le plus grand centre commercial de la région thiernoise, La Varenne, est situé à moins de 2 kilomètres du village. Il faut environ 5 minutes pour y accéder.

### Patrimoine
Le quartier est composé de plusieurs pâtés de maisons qui sont liés aujourd'hui par des lotissements et de nouvelles constructions. Le quartier est vraisemblablement composé de deux principaux centres-bourgs, celui du Fau et celui du Nohat.
Le centre-bourg du Nohat possède un four à pain d'époque, anciennement appartenant au château de la Chassaigne. Le four a été entièrement réhabilité en 2016.

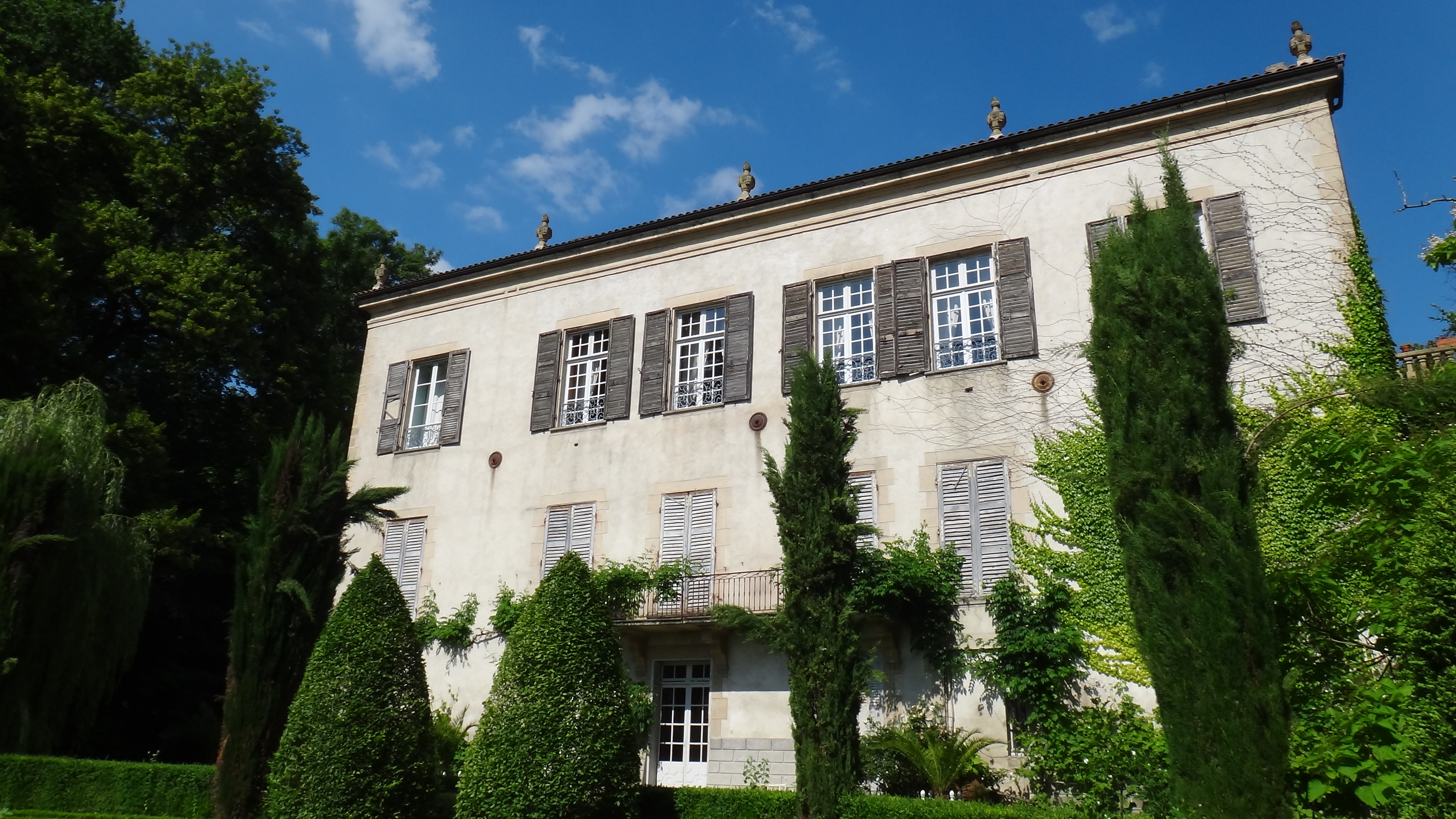
Arrière du château de la Chassaigne.

À quelques mètres du quartier se situe le château de la Chassaigne classé monument historique. Le château détient de magnifiques jardins anglais visitables en été.

## Constructions
Dans ce quartier fleurissent plusieurs lotissements comme celui du verdier, du Nohat, de l'impasse du Nohat, du Fau, et en construction : Le soleil couchant.
De plus de nombreuses résidences privées se sont installées dans les rues du quartier.

### Zone industrielle
Le Fau surplombe la zone industrielle du Felet à Thiers qui génère plus de 2 000 emplois. Le village est à 500 m de la zone. L'essentiel des usines qui y sont présentes sont dédiées à la coutellerie, fidèle reflet du bassin thiernois, connu pour sa coutellerie. Depuis, quelques années, les entreprises de la zone se sont diversifiées dans plusieurs domaines, des transports à la vente de voiture. 
La zone est desservie par l'ancienne Route nationale 106 (D906) et par une sortie d'autoroute nommée Thiers-ouest sur l'A89 .

## Relief
Quasi-reflet du relief de la région, le village est construit à flanc de colline. L'altitude y varie entre 380 mètres  au point le plus haut, et 300 mètres au point le plus bas.
Le point le plus haut est l'école du Fau, et celui le plus bas est situé non loin du village de Baruptel, proche du centre commercial La Varenne.

## Situation
La D44 et la D94c traversent le quartier du Fau.
Le village est au centre de plusieurs grandes routes, que ce soit départementales, nationales ou européennes. En effet, à l'ouest et au nord, l'ancienne Route nationale 106 borde le village, au sud et à l'est c'est l'ancienne Route nationale 89. Au nord-est, l'ancien tracé de la Route nationale 106 devenue Départementale n°906 contourne le village.
À moins d'un kilomètre du village se trouve la sortie d'autoroute Thiers-Ouest sur l'A89-Route européenne 70.

## Catastrophe
Dans la partie basse du village, au sud se trouvait jusqu'en 2013 un barrage de 10 m de haut qui surplombait le village de Baruptel. Le 7 août 2013 fut tragique pour ce barrage qui après de grandes pluies dans les hauteurs de Thiers avaient fait déborder la retenue d'eau. La route qui était juste en face du barrage s'est effondrée laissant le village de Baruptel impossible d'accès par le Fau.